# Fiatal Magyarország

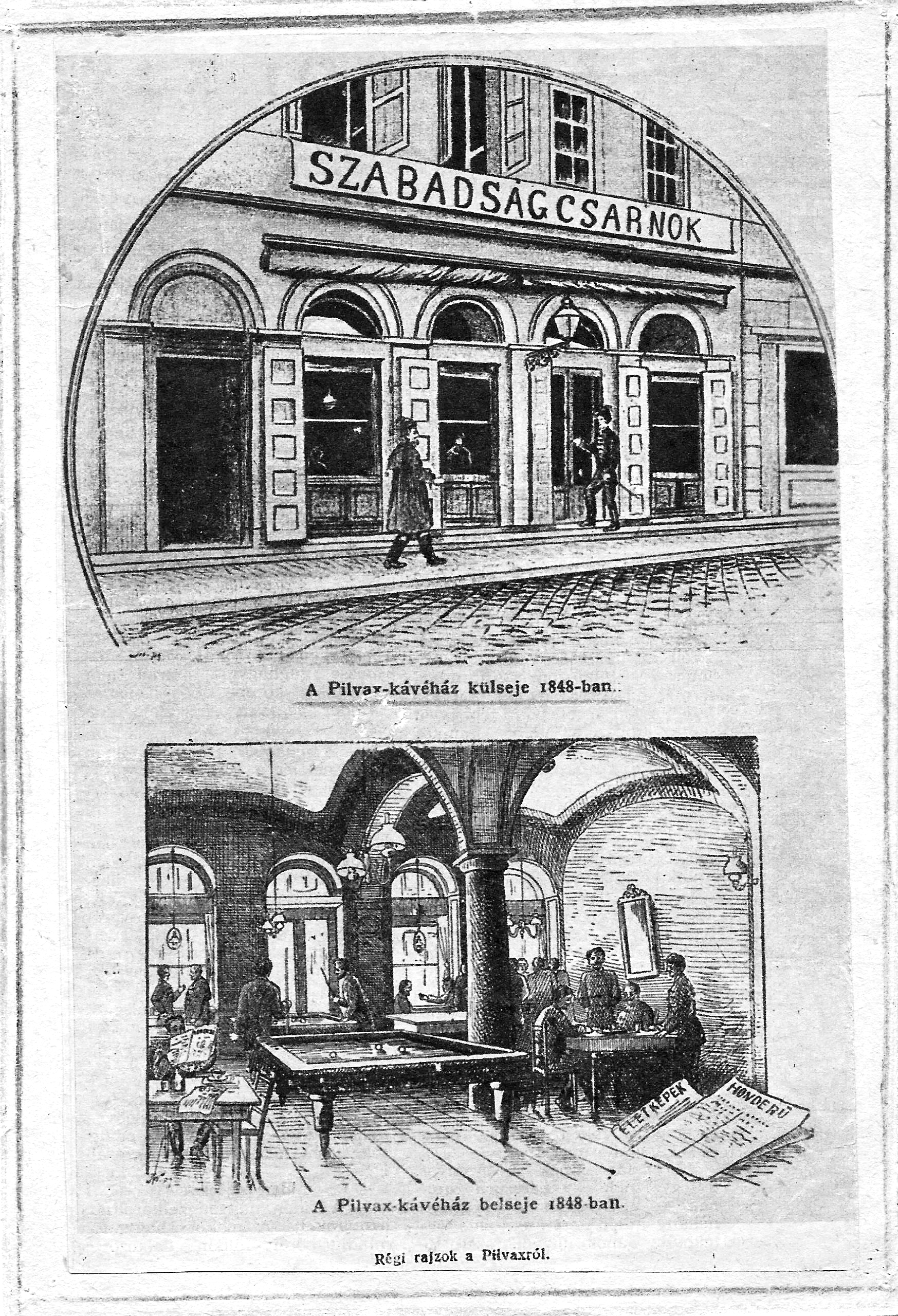
Találkozóhelyük a Pilvax kávéház

A Fiatal Magyarország a 19. század magyar ifjúsági mozgalma.

.

## Története
A Fiatal Magyarország csoport tagjai kezdetben két külön szervezetet alkottak: a Petőfi Sándor körül csoportosuló fiatal írók körét – Jókai Mór, Vajda János, Arany János, Tompa Mihály és mások tartoztak közéjük –, és a Vasvári Pál által vezetett, fiatal jogászokból, egyetemistákból álló kört. E két csoport 1847-ben egyesült, s ettől kezdve jelentős politikai erőt képviseltek. A fiatalok a haladó politikusokat segítették, bátrabb fellépésre ösztönözték. Találkozóhelyük a Pilvax kávéház „klubbá” vált, aminek Petőfi Sándor volt a vezetője.
a fiatal Magyarországhoz mindazokat számítom, kik valódi szabadelvűek, nem szűkkeblűek, merészek, nagyot akarók, azon fiatal Magyarországhoz, mely nem akarja a haza kopott bocskorát örökké foltozni, hogy legyen folt hátán folt, hanem tetőtől talpig új ruhába akarja öltöztetni